# Szadurczyce
Szadurczyce [pronunciación en polaco: /ʂadurˈt͡ʂɨt͡sɛ/] (en alemán: Schaderwitz) es un pueblo ubicado en el distrito administrativo de Gmina Łambinowice, dentro del Condado de Nysa, Voivodato de Opole, en el sur de Polonia occidental. Se encuentra aproximadamente a 4 kilómetros al norte de Łambinowice, a 19 kilómetros al noreste de Nysa, y a 30 kilómetros al oeste de la capital regional Opole.
Antes de 1945, el área era parte de Alemania.